# Nikola Pastuović
Nikola Pastuović (Ljubljana, 20. rujna 1937.) hrvatski psiholog i pedagog

## Životopis
Nikola Pastuović bio je nastavnik na Učiteljskom fakultetu Sveučilišta u Zagrebu (ranije Filozofski fakultet - Pedagogijske znanosti), 
a prije toga u Centru za pedagoško osposobljavanje i istraživanja Sveučilišta u Zagrebu, u znanstveno - nastavnim zvanjima od docenta 
do redovitog profesora u trajnom zvanju, do umirovljenja 2007. godine.
Stekao je dva doktorata znanosti (iz psihologije i pedagogije) i izabran je u znanstveno zvanje znanstvenog savjetnika u oba područja.
Objavio je (ne računajući novinske članke, prikaze knjiga i recenzije) ukupno 155 radova. Od toga 9 knjiga, 15 poglavlja u knjigama, 
2 skripta, 63 znanstvena rada objavljena u časopisima i 66 stručnih radova. Znanstveni je doprinos profesora Pastuovića najizrazitiji u tri interdisciplinarna znanstvena područja: u području istraživanja 
djelovanja kognitivnih i afektivnih osobina na kvalitetu života, u teoriji cjeloživotnog učenja, s posebnim osvrtom na obrazovanje odraslih te doprinos znanosti o obrazovnim sustavima.
Njegova interdisciplinarna istraživanja, osobito knjiga Edukologija, doprinijela je uspostavi novog interdisciplinarnog znanstvenog 
polja Obrazovne znanosti u sustavu znanstvenih polja u Republici Hrvatskoj.
U sveučilišnu je nastavu uveo nekoliko novih kolegija: Teorija obrazovnih sustava, Upravljanje obrazovnim sustavom i Andragogija rada. Bio je urednik časopisa Istraživanja odgoja i obrazovanja, rekonceptualizirao je časopis Andragogija u interdisciplinarni obrazovni časopis Thélème te bio urednikom u Enciklopediji leksikografskog zavoda "Miroslav Krleža" za područje obrazovanja. Sada je član uredništva časopisa Andragoški glasnik. Jedan je od utemeljitelja Hrvatskog andragoškog društva, inicijator je osnivanja Akademije odgojnih znanosti Hrvatske te pokretač procesa 
osnivanja Centra za istraživanje i razvoj obrazovanja u Institutu za društvena istraživanja u Zagrebu.
Pod njegovim vodstvom Odsjek za pedagošku, psihološku i didaktičku izobrazbu nastavnika u Učiteljskom fakultetu transformiran je u Odsjek 
za obrazovne studije. Sada u Učiteljskom fakultetu predaje u programima poslijediplomskih studija. U Centru za istraživanje i razvoj 
obrazovanja vodi projekt Podizanje i ujednačavanje kvalitete obveznog obrazovanja u Republici Hrvatskoj.
Prosvjetne vlasti, odnosno Vlada RH, angažirale su profesora Pastuovića da vodi timove koji su izradili više dokumenata iz područja strateškog 
planiranja obrazovanja.
- (1990.) Prijedlog nove koncepcije odgojno-obrazovnog sistema Republike Hrvatske.
- (2001.) Strategija razvitka odgoja i obrazovanja u 21. stoljeću u RH (Bijeli dokument o hrvatskom obrazovanju).
- (2007). Državni pedagoški standard Republike Hrvatske.

## Nagrade i međunarodna priznanja
- (1982.) Godišnja nagrada "Ivan Filipović" za znanstveni rad u području obrazovanja odraslih.
- (1987.) Nagrada grada Zagreba za knjigu "Edukološka istraživanja".
- (1987.) Životopis objavljen u Men of Achievement, Cambridge: International biographical centre, GB.
- (1999.) Psihologijska nagrada "Ramiro Bujas" za znanstveno djelo "Edukologija".
- (2006.) Nominiran za međunarodnog znanstvenika godine (Međunarodni biografski centar u Cambridge-u, GB).
- (2008.) Životopis objavljen u Who is Who in the World. New Providence, NJ. USA.
- (2009.) Dodijeljeno počasno znanstveno-nastavno zvanje professor emeritus Sveučilišta u Zagrebu.

## Djela
- "Osnove industrijske andragogije", Zagreb, 1976.
- "Obrazovni ciklus: opća metodika obrazovanja zaposlenih", Andragoški centar, Zagreb, 1978.
- "Edukološka istraživanja", Zagreb, 1987.
- "Osnove psihologije obrazovanja i odgoja",  Znamen, Zagreb, 1997., ISBN 953-6008-10-6
- "Edukologija: integrativna znanost o sustavu cjeloživotnog obrazovanja i odgoja", Znamen, Zagreb, 1999., ISBN 953-6008-04-1

## Web stranica
www.nikolapastuovic.net 